# D.V. Cornelia
Le De Vrouwe Cornelia, (en français La Dame Cornelia) est un skûtsje à coque à clins en fer riveté, battant pavillon français. 
Il est labellisé depuis 2012 Bateau d'Intérêt Patrimonial, et son port d'attache actuel est Nort-sur-Erdre (Loire-Atlantique).

## Histoire
Le De Vrouwe Cornelia est une ancienne péniche à voile, un skûtsje, très exactement, construite en 1908  dans un chantier naval de Leeuwarden Frise. Immatriculé  en 1911 L1232 N, Il a d'abord servi de bateau de fret et était utilisé pour  le transport de la tourbe. Il cesse cette activité en 1927.

En 1950, l'écoutille est remplacée par un roof, il est transformé en bateau de plaisance et motorisé. 
Ce bateau navigue en mer (il est armé en semi-hauturier), ainsi qu'en canaux et rivières.
La conception de ces bateaux, à fond plat, est faite pour leur permettre de venir à l'échouage (initialement pour charger les marchandises).t  
Son mât unique est en bois, avec une voilure aurique : une grand-voile à corne arquée et un foc. Son mât rabatable lui permet de naviguer sur les canaux pour passer sous les ponts.
Il possède aussi deux dérives latérales (c'est un dériveur) , un safran, de taille importante, et une barre franche, en chêne. Ces éléments sont caractéristiques de ce type de bateau, au même titre que les bouchains arrondis.
Il a participé aux Les Tonnerres de Brest 2012.